# Rovira (kommun)
Rovira är en kommun i Colombia.   Den ligger i departementet Tolima, i den centrala delen av landet, 140 km väster om huvudstaden Bogotá. Antalet invånare är 21 665. Arean är 818 kvadratkilometer.
Terrängen i Rovira är mycket bergig.